# طناجة (مڭرن)
طناجة هي إحدى مشيخات المملكة المغربية، تتبع جغرافيا لإقليم القنيطرة وإداريًا لمڭرن. يقدر عدد سكانها بـ 10911 نسمة حسب الإحصاء الرسمي للسكان والسكنى لسنة 2004.